# チェーティ朝
チェーティ朝（チェーティちょう, Ceti, 紀元前2世紀頃）は、古代インドに栄えたカリンガ国（現オリッサ州）に興った王朝である。カーラヴェーラ王（紀元前2世紀頃又は紀元前1世紀頃）時代の碑文が比較的まとまって発見されており、古代インド史に関する重要な情報を残している。

## 歴史
紀元前259年頃以降、アショーカ王の遠征によってカリンガ国はマウリヤ朝の支配下にあったが、マウリヤ朝は間もなく弱体化し、カリンガ国は再び独立勢力となった。紀元前2世紀頃になると、そのカリンガ国でチェーティ朝と呼ばれる王朝が成立した。
チェーティ朝がどのように権力を得て成立したのかは分かっていない。初代と2代目の王名は不明（本当に2人いたのかどうかも定かではない）である。チェーティという名前に良く似た王朝名がパーリ語仏典の中に登場する（チェディ、チェータ等）が、カリンガ国に成立したチェーティ朝との関係は分かっていない。
第3代の王と考えられているカーラヴェーラ（紀元前2世紀頃又は紀元前1世紀頃）の治世については碑文が多く残されており、多くの遠征を行った事が知られている。彼は中央インドに勢力を持っていたサータヴァーハナ朝に対抗してヴィンディヤ山脈以南の南インド地方の大半を征服し、ガンジス川方面ではマガダ国のラージャグリハ（王舎城）まで達し、一説にはネパール方面にまで勢力を拡大したという。ガンジス川流域に侵入していたグレコ・バクトリア王国の王デメトリオス2世はカーラヴェーラがラージャグリハまで迫ったという報告を受けて軍を引き返した（異説あり）。
こうしてサータヴァーハナ朝やギリシア人勢力を圧倒する力を持ったカーラヴェーラ王は「カリンガ国の聖帝（転輪聖王 カリンガ・カカヴァティ Kalinga cakavati）」、「法の王（ダルマ・ラージャ Dharma raja）」など多くの尊称で呼ばれている。
こうして強勢を誇ったチェーティ朝は、カーラヴェーラ王死後も暫くの間、有力勢力として存続していたと考えられるが、記録が少ないためによくわかっていない。

## マハーメーガヴァーハナ
カーラヴェーラ王の碑文の中で、彼はマハーメーガヴァーハナと言う呼称と共に言及されることがある。これはサータヴァーハナと同じく王家の名であると考えられ、「マハーメーガの裔」、又は「マハーメーガヴァーハナの裔」と解釈されている。
プラーナ文献の中にはコーサラ国にメーガと呼ばれる9人の賢王がいたと記載されており、彼らとの間に関係があるという説もある。